# My Sister, My Writer
My Sister, My Writer (俺が好きなのは妹だけど妹じゃない?, Ore ga suki na no wa imōto dakedo imōto janai, lett. "Colei che amo è la mia sorellina, ma lei non è mia sorella") è una serie di light novel scritta da Seiji Ebisu e illustrata da Gintarō, edita da Fujimi Shobō sotto l'etichetta Fujimi Fantasia Bunko dal 2016. Un adattamento manga di Kō Narita ha iniziato la serializzazione sulla rivista Monthly Dragon Age a dicembre 2017 a settembre 2019, mentre un adattamento anime, prodotto dagli studi NAZ e Magia Doraglier, è stata trasmessa su AT-X e altre reti del Giappone tra il 10 ottobre e il 19 dicembre 2018.

## Trama
Suzuka Nagami è una bellissima studentessa del terzo anno delle scuole medie che eccelle praticamente in tutto, negli studi, nelle attività sportive e nelle faccende domestiche. Un giorno una light novel scritta da lei sotto lo pseudonimo di Chikai Towano e che narra di una sorellina che stravede per il suo fratello maggiore vince un premio e diventa una serie ufficiale. Tuttavia Suzuka non può permettersi di diventare una scrittrice per via di una regola del consiglio studentesco che vieta categoricamente di svolgere un mestiere, inoltre suo padre è molto severo. Così la ragazza si mette d'accordo con il fratello Yuu Nagami per fare in modo che questi si spacci per Chikai Towano, mentre lei continua a scrivere i volumi seguenti per fingere la cosa al meglio, ma sorge un problema, infatti Suzuka inizia a nutrire dei sentimenti proibiti per suo fratello.

## Personaggi
Yuu Nagami (永見祐?, Nagami Yū)
Doppiato da: Tasuku Hatanaka
Il fratello maggiore di Suzuka nonché protagonista maschile della serie. È uno studente del primo anno delle superiori. È diventato un otaku dopo aver iniziato a leggere le light novel quando andava alle scuole medie. Successivamente diventa autore di una di esse sotto lo pseudonimo di Chikai Towano dopo essersi messo d'accordo con la sorella. Rispetto a quest'ultima che eccelle in ogni cosa, Yuu è uno studente mediocre e senza alcun talento particolare. Crede di essere un fratello inaffidabile e pensa erroneamente che Suzuka lo odi perché è spesso scortese con lei sebbene se ne prenda cura. Non ha mai provato sentimenti di affetto o di attaccamento per la sua sorella moe.
Suzuka Nagami (永見涼花?, Nagami Suzuka)
Doppiata da: Reina Kondō
La sorella minore di Yuu e protagonista femminile della serie. È una bellissima ragazza che eccelle in tutto ciò che fa. A differenza del fratello, Suzuka è molto popolare tra i banchi di scuola, dove tra l'altro ricopre la figura di presidente del consiglio studentesco. Cerca di essere una persona affidabile con il prossimo, in particolar modo con Yuu, di cui è innamorata anche se non lo fa sapere a nessuno. Dopo aver scritto il romanzo intitolato Questa è la storia di una sorellina che ama troppo il suo fratellone sotto lo pseudonimo di Chikai Towano ed aver vinto un concorso dedicato alle light novel, chiede al fratello Yuu di spacciarsi per l'autore del libro al posto suo. Nelle fasi più avanzate della storia riuscirà a superare con successo gli esami e si iscriverà nella scuola di Yuu.
Mai Himuro (氷室 舞?, Himuro Mai)
Doppiata da: Yui Ogura
Una compagna di classe di Yuu di bell'aspetto e scrittrice orgogliosa della serie di light novel Sky Magic Guardian di cui Yuu è un profondo estimatore. Allo stesso modo, Mai è una fan di Chikai Towano e trova la sua storia molto appassionante. Dopo aver capito che Yuu e Chikai sono la stessa persona, la ragazza decide di scoprire il segreto che si cela dietro il suo "talento" e inizia ad avere degli atteggiamenti da stalker nei suoi confronti. Quando scrive utilizza il nome d'arte di Enryuu Homura.
Maestra Ahegao Double Peace (アヘ顔Wピース先生?, Ahekao W Pīsu sensei)
Doppiata da: Chinatsu Akasaki
Un'illustratrice proveniente dal Regno Unito. Ahegao è una ragazza allegra che porta gli occhiali e ha un seno grande. Non lascia mai la possibilità di fare riferimenti sessuali agli altri e ama tutto ciò che è sessualmente esplicito come ad esempio il sadismo, che è il tuo feticismo preferito. Il suo pseudonimo deriva da un'espressione facciale sensuale solitamente vista nei manga hentai.
Sakura Minazuki (水無月 桜?, Minazuki Sakura)
Doppiata da: Kazusa Aranami
Una giovane doppiatrice che è stata selezionata alla sua prima audizione e vanta di non avere difetti di alcun tipo in quanto è in grado di ricoprire qualsiasi tipo di ruolo le venga affidato dalle case di doppiaggio. Aspira a diventare la doppiatrice della sorellina dei romanzi di Chikai Towano di cui è una grande fan. Anche se Yuu è più giovane di lei, ama fingere di essere la sua sorellina e lo soprannomina spesso "Onii-chan" (ovvero fratellone).
Reika Shinozaki (篠崎麗華?, Shinozaki Reika)
Doppiata da: Eri Kitamura
La curatrice editoriale di Yuu. È una donna molto formosa e perversa che cerca di dare dei consigli su eventuale altro materiale da inserire nei romanzi atteggiandosi in maniera sconcia, il che mette in imbarazzo oppure fa arrabbiare Yuu.
Esaka (江坂さん?)
Doppiata da: Ayumi Mano
Una ragazza che ha più di vent'anni anche se il suo aspetto è molto simile a quello di una bambina. Lavora in una libreria insieme a Yuu e spesso si diverte a prenderlo scherzosamente in giro, anche se si dimostra amichevole nei suoi confronti. Anche lei è un otaku e partecipa alle eventuali fiere che vengono indette in alcuni periodi dell'anno. Soprannomina spesso Yuu Nagami come "Nagamin".
Haruna Kanzaka (神坂 春奈?, Kanzaka Haruna)
Doppiata da: Yua Nagae
Una nota scrittrice di dōjinshi che collabora attivamente con la sorella Akino. Una delle loro opere più note è intitolata Ambivalence. Vecchia conoscenza e ammiratrice di Ahegao, spesso si lamenta con quest'ultima per i toni piccanti che hanno le sue illustrazioni e ritiene che il suo talento sia sprecato. Dopo aver perso una sfida con quest'ultima, inizierà a rispettarla maggiormente.
Akino Kanzaka (神坂 秋乃?, Kanzaka Akino)
Doppiata da: Yui Nakajima
Famosa illustratrice di dōjinshi che lavora in coppia con la sorella Haruna alla serie Ambivalence. Rispetto alla sorella, Akino ha un carattere molto più tranquillo e riflessivo. Nel corso della serie si prenderà una cotta per Yuu.

## Media

### Light novel
Seiji Ebisu ha pubblicato il primo romanzo della serie, con le illustrazioni di Gintarō, nel 2016. La serie è edita da Fujimi Shobō sotto l'etichetta Fujimi Fantasia Bunko.
| Nº  | Data di prima pubblicazione | Data di prima pubblicazione | Data di prima pubblicazione |
| Nº  | Giapponese                  | Giapponese                  |                             |
| --- | --------------------------- | --------------------------- | --------------------------- |
| 1   | 20 agosto 2016              | ISBN 978-4-04-072033-3      |                             |
| 2   | 20 dicembre 2016            | ISBN 978-4-04-072034-0      |                             |
| 3   | 20 aprile 2017              | ISBN 978-4-04-072271-9      |                             |
| 4   | 19 agosto 2017              | ISBN 978-4-04-072272-6      |                             |
| 5   | 20 dicembre 2017            | ISBN 978-4-04-072557-4      |                             |
| 6   | 20 aprile 2018              | ISBN 978-4-04-072558-1      |                             |
| 7   | 18 agosto 2018              | ISBN 978-4-04-072862-9      |                             |
| 7.5 | 20 ottobre 2018             | ISBN 978-4-04-072865-0      |                             |
| 8   | 20 dicembre 2018            | ISBN 978-4-04-072863-6      |                             |
| 8.5 | 20 giugno 2019              | ISBN 978-4-04-073215-2      |                             |
| 9   | 20 settembre 2019           | ISBN 978-4-04-073218-3      |                             |
| 10  | 20 dicembre 2019            | ISBN 978-4-04-073219-0      |                             |
| 11  | 19 marzo 2020               | ISBN 978-4-04-073220-6      |                             |

### Manga
Un adattamento manga disegnato da Kō Narita è stato serializzato a partire dal 9 dicembre 2017 al 9 settembre 2019 sulla rivista per manga shōnen Monthly Dragon Age di Fujimi Shobō.
| Nº | Data di prima pubblicazione | Data di prima pubblicazione | Data di prima pubblicazione |
| Nº | Giapponese                  | Giapponese                  |                             |
| -- | --------------------------- | --------------------------- | --------------------------- |
| 1  | 18 agosto 2018              | ISBN 978-4-04-072836-0      |                             |
| 2  | 20 ottobre 2018             | ISBN 978-4-04-072910-7      |                             |
| 3  | 9 maggio 2019               | ISBN 978-4-04-073155-1      |                             |
| 4  | 20 dicembre 2019            | ISBN 978-4-04-073420-0      |                             |

### Anime
Annunciato a ottobre 2017 tramite l'account Twitter ufficiale dell'etichetta Fujimi Fantasia Bunko, un adattamento anime da 10 episodi è stato trasmesso su AT-X dal 10 ottobre al 19 dicembre 2018. La serie è diretta da Hiroyuki Furukawa, che adatta anche il character design originale di Gintarō. Yūichirō Momose si è occupato della composizione della serie, mentre Kisuke Koizumi e Yashikin sono rispettivamente direttore del suono e compositore della colonna sonora. L'anime è stato coprodotto da NAZ e Magia Doraglier. Come sigla di apertura è stato utilizzato il brano "Secret Story" di Purely Monster. In tutto il mondo, ad eccezione dell'Asia, gli episodi sono stati trasmessi in streaming in simulcast, anche coi sottotitoli in lingua italiana, da Crunchyroll.
| Nº    | Titolo italiano Giapponese 「Kanji」 - Rōmaji | In onda          | In onda |
| Nº    | Titolo italiano Giapponese 「Kanji」 - Rōmaji | Giapponese       |         |
| 1     | Come mia sorella e io siamo diventati scrittori di romanzi 「俺と妹がラノベ作家になった理由」 - Ore to imōto ga ranobe sakka ni natta riyū | 10 ottobre 2018  |         |
| 1     | Yuu Nagami è un ragazzo comune, mentre sua sorella minore Suzuka eccelle in tutto. Poiché coltiva il sogno di diventare un autore di romanzi, Yuu ha presentato le sue storie ad alcuni concorsi, ma in ogni occasione queste sono sempre state rifiutate in quanto i suoi personaggi femminili non hanno fascino e gli viene consigliato di scrivere delle storie con delle sorelle minori che vanno tanto di moda. Esaka, una sua collega di lavoro, gli suggerisce di usare Suzuka come fonte d'ispirazione, idea che scarta immediatamente prima di acquistare l'ultimo romanzo di Enryuu Homura, la sua autrice preferita. Mentre controlla chi si è aggiudicato l'ultima competizione a cui ha partecipato scopre che la vincitrice è una certa Chikai Towano che ha scritto un romanzo che ha come protagonista una sorella che ama suo fratello. Poco dopo Suzuka gli rivela che Chikai Towano non è altri che il suo pseudonimo e sottolinea subito che la storia non è basata sui suoi veri sentimenti mentre Yuu rimane di sasso per la vittoria senza sforzo della sorella. Poiché il suo romanzo sarà pubblicato ufficialmente, Suzuka implora il fratello di fingersi Chikai Towano in quanto la sua scuola vieta agli studenti di avere un lavoro e in più loro padre è molto severo su queste cose. Yuu accetta la proposta ma solo fino a quando non riuscirà a pubblicare il suo romanzo. Alla cerimonia di premiazione fa la conoscenza di Reika Shinozaki, la sua provocante curatrice editoriale, e Ahegao Double Peace, una formosa e perversa illustratrice che si occuperà di realizzare i disegni del romanzo. Nel frattempo si scopre che Suzuka è profondamente innamorata di Yuu e considera la pubblicazione del suo romanzo come il primo passo per sposarlo. |                  |         |
| 2     | Mia sorella punta sempre più in alto 「俺の妹はどこでも高みを目指すんだ」 - Ore no imōto wa doko demo takami o mezasu nda | 17 ottobre 2018  |         |
| 2     | Yuu viene avvicinato da Mai Himuro, una delle ragazze più popolari della scuola, che in privato gli dice di essere stata alla cerimonia di premiazione, sa che lui è Chikao Towano e rivela anche di essere Enryuu Homura, la sua autrice preferita. Mai ammette di amare il suo romanzo e siccome desidera sapere quali sono le sue fonti d'ispirazione, lo ricatta brevemente per farsi accompagnare a casa sua. Mentre sono a casa del ragazzo, Mai scatta delle fotografie e inizia a curiosare in giro, dopodiché Suzuka cerca di intimorirla affermando che Yuu è un pervertito, ma l'altra ragazza prende la cosa in maniera positiva sostenendo che sarebbe disposta a farsi fare qualsiasi cosa per i romanzi che ama tanto e poi Yuu la costringe ad andarsene. Alla sera, Suzuka invita Yuu ad un appuntamento, sostenendo di aver bisogno di altre fonti di ispirazione per il secondo volume del suo romanzo. Il giorno dopo, i due visitano una libreria dove Suzuka vede quanto sia popolare la sua serie ed entrano per sbaglio in un negozio di eroge dove incontrano Ahegao. Quest'ultima, credendo erroneamente che Yuu stia cercando materiale di ispirazione per il romanzo, gli mostra alcune illustrazioni dōjinshi, le quali sono talmente piccanti che Suzuka dopo averle viste sviene immaginando di fare le medesime cose con Yuu. Alla sera, Suzuka rivela di essere determinata a superare Mai e Ahegao, credendo che le due stiano cercando di sedurre Yuu grazie alle dimensioni dei loro seni. |                  |         |
| 3     | Insieme, io e mia sorella siamo scrittori di romanzi 「俺と妹はニ人で一人のラノベ作家だ」 - Ore to imōto wa nī de hitori no ranobe sakkada | 24 ottobre 2018  |         |
| 3     | Reika chiede che il prossimo romanzo inclusa una nuova eroina e più fanservice, in particolar modo i panchira. Siccome Suzuka non ne ha mai sentito parlare, chiede consiglio a Yuu che glielo spiega seppure con un po' di imbarazzo. A corto di idee per la storia, i due si ritrovano costretti a chiamare Mai e Ahegao per farsi dare una mano e le due concordano sul fatto che la nuova eroina dovrebbe essere una graziosa rivale in amore. Come ricompensa per il loro aiuto, Mai chiede di sapere il genere di eroina che gli piace, con lo scopo di sapere quale è il suo tipo ideale di donna, e Ahegao intende sfruttare la situazione per vedere quali sono i feticismi del ragazzo. Così Ahegao e Mai indossano diversi costumi per vedere quale gli piace di più ma alla fine vince Suzuka con la combinazione di pantaloncini sportivi e parigine. Diversi giorni dopo Reika chiama Yuu e afferma furiosamente che non ha rispettato la scadenza imposta, così il ragazzo va dalla sorella e questa ammette di non voler inserire una nuova eroina nella storia e crede che Yuu non abbia apprezzato veramente il romanzo. Yuu si rene conto che la sua gelosia per il successo di Suzuka gli ha impedito di ammettere il suo talento e che ha finito per ferire i suoi sentimenti, perciò rilegge il romanzo e si rende conto del motivo per cui è così appassionante e chiede a Suzuka di lasciar perdere la nuova eroina poiché la sorella è l'unico interesse amoroso necessario. Estasiata dalla sua dichiarazione d'amore per il suo personaggio, Suzuka scrive l'intero nuovo romanzo in una notte mentre Yuu rimane nella stanza a farle compagnia. La mattina seguente, vedendo che Yuu si è addormentato, Suzuka ne approfitta per baciarlo di nascosto.          |                  |         |
| 4     | Volevo solo essere allo stesso livello di mia sorella, tutto qui 「俺はただ、妹に追いつきたかっただけなんだ」 - Ore wa tada, imōto ni oitsukitakatta dakenanda | 31 ottobre 2018  |         |
| 4     | Dopo una sessione di autografi, Yuu incontra Sakura Minazuki, una nota doppiatrice che afferma di essere la sua più grande fan e il suo sogno è quello di doppiare la sorellina del romanzo nel caso questo dovesse essere trasposto in un anime. Poco dopo arriva Reika che durante una conversazione telefonica suggerisce l'esistenza di un possibile anime anche se ci sono dei problemi con la sua produzione. Il giorno dopo, Mai cerca di scoprire cosa si cela dietro il fascino del romanzo di Yuu e riesce a leggere il manoscritto a cui sta attualmente lavorando, ma rimane delusa dallo stile scadente e inizia a dubitare che il ragazzo sia davvero Chikai Towano. Temendo di poter essere smascherato, Yuu e Suzuka escogitano un piano per far sembrare a Mai che il ragazzo ha veramente un feticismo per la sua sorellina e così il giorno seguente vanno ad un appuntamento insieme, consci di essere seguiti da Mai. In questo frangente, Yuu si ritrova costretto a scegliere delle nuove mutandine per Suzuka e in seguito incontrano Ahegao che insiste che si uniscano a lei, Mai e Sakura nel fare compere e permettere a Yuu di giudicare i loro bikini. Dopo che Yuu ha giudicato quello di Suzuka come il migliore, Mai invita tutti quanti nella sua villa al mare. |                  |         |
| 5     | Amo mia sorella più di chiunque altro 「俺は妹が世界で一番大好きだ」 - Ore wa imōto ga sekai de ichiban daisukida | 7 novembre 2018  |         |
| 5     | Mentre sono in treno, Yuu chiede a Mai cosa sia successo dopo che ha incontrato il suo editore ma la ragazza glissa l'argomento. Giunti alla villa sul mare, Ahegao suggerisce a Yuu di applicare la crema solare, ma finisce per rovesciare la bottiglia su Suzuka, che entra nella casa per farsi una doccia. Dopo essersi sporcato a sua volta, Yuu decide di usare la seconda doccia presente nell'abitazione ma entra nella stanza sbagliata e vede Suzuka nuda. Mentre i ragazzi si divertono al matsuri estivo, Mai chiede a Yuu di scrivere il manoscritto davanti a lei per avere la certezza che sia lui Chikai Towano. Dato che Suzuka aveva previsto una situazione del genere, Yuu ha imparato l'ultimo capitolo a memoria e lo trascrive dinanzi a Mai dopo che sono tornati a casa. In seguito, dato che ci sono solo quattro letti, Suzuka insiste per dormire con Yuu, ma quest'ultimo non riuscendo a dormire si reca in soggiorno e vede Mai che gli rivela di avere un nuovo editore ipercritico e che i suoi ultimi romanzi sono meno popolari per via dei cambiamenti che ha apportato, quindi la sua serie rischia di venire cancellata. La ragazza in lacrime gli chiede di rivelargli quale sia il suo segreto perché grazie ad esso potrebbe riuscire a salvare la sua opera, così Yuu chiede consiglio a Suzuka. A questo punto impersona il fratello della sua storia, dopodiché dice a Suzuki di amarla e questa sviene, poi si reca da Mai, rivela il suo segreto e questa trova l'ispirazione per scrivere, che finisce per influenzare anche lo stesso Yuu che inizia a lavorare al suo romanzo usando il metodo di Suzuka. |                  |         |
| 6     | Io, mia sorella e il festival culturale della scuola Hakuou 「俺と妹の白桜女学院文化祭」 - Ore to imōto no shirazakura jogakuin bunkamatsuri | 14 novembre 2018 |         |
| 6     | Mentre prepara la colazione, Suzuka scopre che la confessione d'amore di Yuu faceva solo parte dell'interpretazione del suo personaggio e si arrabbia con lui. Più tardi, durante il Comic Stage, Suzuka e Yu vendono il dōjinshi di Ahegao e incontrano due sorelle, la scrittrice Haruna e l'illustratrice Akino, che insieme sono le autrici di una serie chiamata Ambivalence. Haruna insulta il romanzo di Chikai Towano, e questo porta una furiosa Suzuka ad affermare che Yu è Chikai, così Haruna gli lancia una sfida, dove vincerà chi otterrà le recensioni migliori dal dōjinshi delle rispettive opere. Così Suzuka concorda che se vinceranno loro allora Haruna dovrà riconoscere Chikai come autore mentre in caso contrario allora si ritirerà. Ahegao accetta di dargli una mano pensando alle illustrazioni e per trovare ispirazione chiede in privato a Yuu e Suzuka di mettersi in alcune pose BDSM. A questo punto Suzuka suggerisce di andare al festival culturale della sua scuola per cercare di trovare ispirazione per la loro storia e Yuu concorda. Il giorno dopo, durante il festival, due ragazze informano Yuu e Suzuka che due attori del club di teatro si sono sentiti male e che hanno urgentemente bisogno di qualcuno per sostituirli, così Suzuka accetta di aiutarle in qualità di presidentessa. Yuu e Suzuka si ritrovano ad interpretare un principe e una principessa su un palco, e il ragazzo improvvisa la sua parte rifiutando l'amore della principessa per via della sua confusione e chiede del tempo per riflettere. Salvato lo spettacolo, Suzuka sta per affermare che i sentimenti che gli aveva confessato in precedenza erano sinceri ma gli appare dinanzi Akino.                                                             |                  |         |
| 7     | Io, mia sorella e la sfida della doujinshi che non possiamo perdere 「俺と妹の絶対に負けられない同人誌対決」 - Ore to imōto no zettai ni makenai dōjinshi kyohi | 28 novembre 2018 |         |
| 7     | Dopo un po' arriva Haruna che insieme ad Akino spiega che sono contrarie alle illustrazioni erotiche di Ahegao poiché secondo loro la ragazza sta sprecando il suo talento. Alla sera, Suzuka informa Yuu di voler trascorrere la notte a completare la sceneggiatura del dōjinshi, ma l'indomani il fratello si accorge che lei ha la febbre e che non è riuscita a terminarlo. Dopo essersi preso cura della sorella, questa affida a Yuu di completare il dōjinshi grazie alle esperienze acquisite. Il ragazzo prova a scrivere qualcosa ma si rende conto che la storia è noiosa, poi vede che i disegni di Ahegao sono calati di qualità perché non le è permesso realizzare le sue solite illustrazioni erotiche. A questo punto opta di cambiare punto di vista, torna a scrivere e consente ad Ahegao di disegnare con il suo stile. Il giorno del concorso, molte persone acquistano il dōjinshi Ambivalence, ma le vendite di quello di Yuu aumentano molto presto dopo che Sakura ha fatto pubblicità alla loro serie tramite Twitter. In seguito, Akino fa leggere ad Haruna la storia di Yuu ignorando le illustrazioni di Ahegao e dopo aver visto che i lettori hanno preferito la sua serie, Haruna ammette la superiorità di Ahegao, le chiede scusa e le promette che un giorno la raggiungerà. Mentre tornano a casa in treno, Suzuka legge cosa ha scritto Yuu e si arrabbia per i contenuti perversi che ha inserito nella storia. |                  |         |
| 8     | Quella volta in cui arrivò la mia nuova sorellina 「俺に新しく妹ができた件について」 - Ore ni atarashī imōto ga dekita kudan ni tsuite | 5 dicembre 2018  |         |
| 8     | Reika telefona a Yuu per informarlo che il suo romanzo riceverà un adattamento anime e che dovrà incontrare il regista Itsuki Sakurada. Poco dopo si presenta a casa sua Sakura, che rivela di essere scappata di casa e che vuole rimanere a vivere con lui, e nel mentre Yuu riceve le telefonate di Mai, Ahegao e Akino. Il giorno dopo, Yuu e Suzuka incontrano Sakurada, il suo capo Mitarai e Reika; qui il regista rivela di essere un fan delle sorelline ma che è deluso per via dell'assenza della comprensione del moe della sorella da parte di Yuu. Rimasto deluso dalle sue risposte, Sakurada accetta di dirigere l'anime ma decide che il personaggio della sorellina dovrà subire una rivisitazione come meglio crede. Una volta fuori, Suzuka si arrabbia perché non vuole che i suoi personaggi vengano alterati e chiede a Yuu di sottoporsi a un allenamento speciale per scoprire il suo amore per le sorelline. Tornano a casa e trovano Sakura ancora al suo interno, così Suzuka sgrida Yuu e sfida Sakura per vedere se una finta sorellina sia meglio di quella vera nell'addestrare Yuu a capire cosa sia veramente il moe. |                  |         |
| 9     | Il nostro allenamento speciale al parco divertimenti 「俺と妹たちの遊園地特訓」 - Ore to imōto-tachi no yuenchi tokkun | 12 dicembre 2018 |         |
| 9     | Sakura invita Yuu e Suzuka a partecipare a un programma radiofonico condotto da lei con lo scopo di convincere Sakurada che anche Yuu capisce cosa sia il moe, quindi il ragazzo trascorre l'intervista flirtando con Suzuka. Mentre tornano a casa, incontrano Ahegao e Mai che, dopo averlo sentito in radio, gli chiedono di diventare le sue sorelline, così Sakura propone un appuntamento di gruppo al quale si uniscono anche Akino e Haruna. Il giorno dell'appuntamento, le ragazze tirano a sorte per determinare che tipo di sorella saranno, Mai diventa una kuudere, Ahegao una lolicon, Haruna usa tsundere, Akino una yandere a tema gatto e Suzuka una deredere. Ad un certo punto Sakura viene molestata da un fan ma Yuu lo allontana, poi la ragazza gli chiede perché ha bisogno di comprendere il moe della sorellina e lui spiega la sua situazione con Sakurada. Sakura confessa che inizialmente le era impossibile interpretare i personaggi delle sorelle poiché il suo vero fratello ha un complesso oppressivo verso di lei, ma da quando ha letto il romanzo di Yuu ha imparato ad apprezzare le sorelline. A questo punto Sakura confessa il suo amore a Yuu ma Suzuka sente tutto e scappa tra le lacrime, poi Sakura afferma che stava solo recitando e ammette di aver perso la sfida con sua sorella. Alla fine Yuu si precipita da Suzuka mentre Sakura è visibilmente rattristata dal rifiuto del ragazzo. |                  |         |
| 10    | Posso trovare moe la mia sorellina 「俺は妹に萌えていい」 - Ore wa imōto ni moete ii | 19 dicembre 2018 |         |
| 10    | Suzuka è sconvolta da ciò che ha visto e rimane seduta nei pressi di una fontana a piangere, mentre Yuu si rende conto di aver sempre gradito l'archetipo della sorellina ma che ha sempre avuto paura ad ammetterlo. Dopo aver trovato Suzuka, le spiega cosa è realmente successo e ammette che la prima light novel che ha letto era una storia d'amore con una sorellina, ma temeva che Suzuka lo trovasse inquietante se glielo avesse rivelato. Suzuka si rallegra nel conoscere finalmente i veri sentimenti di Yuu e i due se ne vanno via insieme. Durante la notte, Sakura si sorprendere nello scoprire che l'anime del romanzo di Yuu verrà diretto da Sakurada e il mattino seguente decide di tornare a casa lasciando un messaggio di ringraziamento sul tavolo. Yuu chiede un nuovo incontro con Sakurada e qui riesce a ribaltare la situazione, sostenendo che al regista non sa cosa sia il moe poiché si concentra solo sul personaggio della sorellina, ma ignora i suoi sentimenti, e perciò i suoi desideri sono puramente lussuriosi. Sakurada decide di rivisitare ulteriormente i personaggi per dispetto, ma arriva Sakura che rivela che lui è in realtà suo fratello e lo costringe ad ammettere di provare invidia nei confronti di Yuu per averla ospitata in casa sua. Sakurada si scusa e accetta di non rivisitare i personaggi, poi loda Yuu per le sue conoscenze sul moe. Mentre Yuu e le ragazze celebrano il suo trionfo, Suzuka accetta il fatto che Yuu potrebbe non amarla romanticamente ma compensa con l'amore per le sorelline. Alla fine delle vacanze estive, Suzuka si diploma ed entra nella stessa scuola superiore di Yuu. |                  |         |
| OAV 1 | Io e la mia sorellina nel mondo virtuale, parte 1 「仮想世界の妹と僕 その1」 - Kasō sekai no imōto to boku sono 1 | 27 febbraio 2019 |         |
| OAV 1 | Ahegao invita i ragazzi a vedere una console di realtà virtuale sviluppata dalla sua azienda chiamata Nerd Gear e si offre di farla provare a Yuu, Suzuka, Mai, Sakura, Haruna e Akino. Una volta all'interno del gioco, Ahegao rivela che si tratta di un hentai netorare, un particolare genere per adulti basato sull'infedeltà fra coppie, e ciò porta le ragazze a sfidarsi per sedurre Yuu in vari scenari erotici. Ahegao viene scelta come moglie di Yuu e le altre ragazze devono cercare di sedurlo singolarmente. Così Ahegao tenta di avere un rapporto sessuale con Yuu prima della notte di nozze, ma Mai gioca una carta della Collega Disturbata, costringendo Ahegao a divorziare da Yuu. Mai tenta di rimanere incinta del ragazzo ma Sakura, Haruna e Akino giocano la carta della Tentazione Studentesca costringendo Mai a lasciarlo. Le tre ragazze tentano di costringere Yuu a fare una cosa a quattro durante una sessione di studio, ma Suzuka usa la carta dell'Amore tabù, vietando agli insegnanti di fare sesso con gli studenti. Suzuka tenta perciò di sedurre Yuu lavandogli la schiena con i suoi seni mentre fanno la doccia ma l'aumento della temperatura corporea del ragazzo manda in cortocircuito la console e tornano tutti nel mondo reale senza alcun ricordo dopo l'inizio del gioco. Alla fine Ahegao si rende conto che la console ha ancora dei problemi e invita tutti a riprovarla una volta che sarà stata migliorata, mentre Yuu crede che l'esperienza che ha vissuto deve essere stata sicuramente qualcosa di terrificante. |                  |         |
| OAV 2 | Io e la mia sorellina nel mondo virtuale, parte 2 「仮想世界の妹と僕 その2」 - Kasō sekai no imōto to boku sono 2 | 27 marzo 2019    |         |
| OAV 2 | Ahegao porta il Nerd Gear corretto e riveduto a casa di Yuu e insiste perché lo provi, nonostante i timori di quest'ultimo. Questa volta Yuu dovrà interpretare un eroe in un videogioco d'azione che avrà il compito salvare sua sorella e il dispositivo esegue una scansione del suo cervello in modo che i PNG siano ragazze dei suoi ricordi. Nel primo scenario, Yuu e Suzuka si trovano chiusi in un bagno dove trovano Mai morta sul pavimento dopo che ha tentato di interferire con il loro amore. Per fuggire, Yuu deve spogliare e rivestire Suzuka con un bikini senza il suo aiuto prima dello scadere del tempo, ma il ragazzo non fa in tempo e fallisce. Nello scenario successivo invece Yuu deve salvare Suzuka da una gang criminale guidata da Mai che ha attaccato una bomba al corpo di Suzuka che può essere disarmata solo se la ragazza va in estasi. Dopo aver buttato Mai giù dalla finestra, Yuu palpa eroticamente il corpo nudo di Suzuka finché non raggiungere l'estasi e disarma la bomba premendole un capezzolo. Dopo aver vinto la partita, Yuu si disconnette e scopre che stava palpando il seno di Ahegao e viene visto da Suzuka. Così Yuu prova a giustificarsi spiegando che era convinto di palpare il suo seno e viene sgridato. |                  |         |

## Accoglienza
L'adattamento anime di My Sister, My Writer è stato stroncato dalla critica per qualità delle animazioni definite come scadenti. Brian Ashcraft di Kotaku ha descritto la serie come uno dei più notevoli disastri di produzione del 2018. Secondo i titoli di coda dell'episodio 2, la ragione più probabile del deterioramento della qualità delle animazioni era dovuta al fatto che lo studio Buyu era responsabile dell'animazione chiave rispetto ai principali studi NAZ e Magia Doraglier. Buyu è una società di produzione che si è occupata solo dell'animazione intermedia e dell'animazione finale dell'episodio 1, e lo studio solitamente funge da subappaltatore per altre società. Inoltre, a più singoli membri dello staff è stata attribuita l'animazione chiave piuttosto che alle singole società.